# 10 Dywizja Strzelców Spadochronowych (III Rzesza)
10 Dywizja Strzelców Spadochronowych (niem. 10. Fallschirm-Jäger-Division) – niemiecka dywizja strzelców spadochronowych z okresu II wojny światowej.

## Historia
10 Dywizja Spadochronowa została sformowana w marcu 1945 roku w Austrii z jednostek zapasowych 1 i 4 Dywizji Spadochronowej wypchniętych z Włoch. 10 Dywizja walczyła w Austrii oraz na terenie Czech i Moraw z Armią Czerwoną. Rozbita na przełomie kwietnia i maja 1945 roku.

## Dowódcy dywizji
- Generalleutnant Gustav Wilke (10 marca 1945 – kwiecień 1945)
- Oberst Karl-Heinz von Hofmann (kwiecień 1945 – 8 maja 1945)

## Skład
- Fallschirmjägerregiment Nr 28
- Fallschirmjägerregiment Nr 29
- Fallschirmjägerregiment Nr 30
- Fallschirm-Artillerie-Regiment 10
- Fallschirm-Panzer-Jäger-Abteilung 10
- Fallschirm-Pionier-Bataillon 10
- Fallschirm-Sanitäts-Abteilung 10
- Fallschirm-Luftnachrichten-Abteilung 10